# La Cruz (Chili)
La Cruz is een gemeente in de Chileense provincie Quillota in de regio Valparaíso. La Cruz telde 22.098 inwoners in 2017 en heeft een oppervlakte van 78 km².
- Virtual International Authority File: 610145858097123021905